# Ogród Botaniczny IHAR w Bydgoszczy
Ogród botaniczny IHAR w Bydgoszczy – ogród botaniczny o powierzchni 5,5 ha, należący do Krajowego Centrum Roślinnych Zasobów Genowych, zakładu Instytutu Hodowli i Aklimatyzacji Roślin.

## Lokalizacja
Ogród znajduje się na północnych rubieżach miasta Bydgoszczy, na terenie położonym między północną granicą Ogrodu Botanicznego w Leśnym Parku Kultury i Wypoczynku, a ul. Jeździecką. Został zlokalizowany na wysoczyźnie morenowej (93 m n.p.m.) nieopodal północnej krawędzi Pradoliny Toruńsko-Eberswaldzkiej. Od 1993 r. znajduje się w obrębie Zespołu Parków Krajobrazowych Chełmińskiego i Nadwiślańskiego.

## Historia
Ogród został założony przez Instytut Hodowli i Aklimatyzacji Roślin (IHAR), obecny w Bydgoszczy od 1951 roku. Dla potrzeb Instytutu przejęto wówczas pochodzący z dwudziestolecia międzywojennego Miejski Ogród Botaniczny, przy placu Weyssenhoffa. Do 1970 roku podlegał on Zakładowi Biologii i Fizjologii Rozwoju Roślin IHAR w Radzikowie k. Warszawy, natomiast od 1971 r. działał w ramach Zakładu Centralnej Kolekcji Roślin. W ogrodzie prowadzono działalność naukową, m.in. w latach 1956-1973 prowadzono kolekcję kultur grzybów, na potrzeby instytucji naukowych, szkolnictwa, przemysłu oraz odbiorców indywidualnych. Od 1971 r. specjalnością placówki stało się gromadzenie odmian traw.
W połowie lat 70. XX w. w związku z budową Leśnego Parku Kultury i Wypoczynku w północnej części miasta, zaplanowano przeniesienie ogrodu na ulicę Jeździecką 5 w sąsiedztwo projektowanego nowego Miejskiego Ogrodu Botanicznego. Na przejętej od LPKiW parceli o powierzchni 5,5 ha pobudowano niezbędne obiekty kubaturowe i zaplecze techniczno-gospodarcze. Oddanie nowej placówki do użytku nastąpiło w czerwcu 1977 roku. Przeniesiono tu ponad 500 gatunków roślin ze starego ogrodu przy ul. Niemcewicza oraz kolekcję ekotypów traw z Zakładu Doświadczalnego Hodowli i Aklimatyzacji Roślin w Kończewicach koło Chełmży. Od 1992 r. prowadzono badania nad roślinami przydatnymi w rekultywacjach, a w 2004 r. wybudowano kotłownię na biomasę, służącą do badań nad roślinami energetycznymi.
Od 1973 r. Ogród Botaniczny IHAR w Bydgoszczy należy do Rady Ogrodów Botanicznych i Arboretów przy Komitecie Botaniki PAN (od 2010 r. - Rada Ogrodów Botanicznych w Polsce), a od 2005 r. jest członkiem międzynarodowego zrzeszenia Ogrodów Botanicznych (Botanic Gardens Conservation International) w Richmond.
W latach 1951–1971 Ogrodem Botanicznym kierował mgr Andrzej Michalski, a w latach 1971–1991 dr Bolesław Osiński. Od 1991 kierownikiem był dr inż. Włodzimierz Majtkowski. Od 2022 kierownikiem ogrodu jest mgr inż. Jarosław Mikietyński.

## Charakterystyka
Ogród jest placówką naukowo-badawczą i dydaktyczną, umożliwiającą poznawanie świata roślinnego przez bezpośrednie studia nad roślinami. Jest to ogród specjalistyczny, gromadzący określone kolekcje roślinne: traw, roślin użytkowych oraz gatunków dla celów rekultywacji i zagospodarowania terenów poprzemysłowych i odłogowanych. Służy działalności naukowo-badawczej, dydaktyczno-wychowawczej, popularyzatorskiej i rekreacyjnej. Badania naukowe od 2007 r. koordynowane są przez Krajowe Centrum Roślinnych Zasobów Genowych IHAR w Radzikowie k. Warszawy. Ich tematyka ukierunkowana jest na gromadzenie zasobów genowych traw, wykorzystania roślin dla rekultywacji terenów, a także na wykorzystanie energii odnawialnej z biomasy. Ogród Botaniczny IHAR ma także duże znaczenie jako bank nasion, dający możliwość odtworzenia gatunków nawet w odległej przyszłości.

### Charakterystyka biologiczna
W 2010 r. w ogrodzie zgromadzono 4300 taksonów roślin, w tym 2700 roślin użytkowych. Są to kolekcje: traw, roślin energetycznych, roślin użytkowych (ozdobnych, leczniczych, miododajnych, przyprawowych, barwierskich, włóknodajnych, chronionych) oraz roślin wykorzystywanych w rekultywacji gleb.
Na szczególną uwagę zasługuje gromadzona od 1973, najbogatsza w Polsce kolekcja odmian traw, licząca 650 gatunków. Są to trawy użytkowe (pastewne, gazonowe, zbożowe, energetyczne), ozdobne, dziko rosnące oraz chronione. W 2007 r. kolekcja ta uzyskała tytuł „Narodowej kolekcji traw i turzyc”.

### Godziny otwarcia
Ogród otwarty jest od godz. 7 do 15 w dni robocze.